# Spaniocentra megaspilaria
Spaniocentra megaspilaria är en fjärilsart som beskrevs av Achille Guenée 1858. Spaniocentra megaspilaria ingår i släktet Spaniocentra och familjen mätare. Inga underarter finns listade i Catalogue of Life.